# Leonid Corneanu
Leonid Corneanu (n. Cornfeld, rusă Леони́д Ефи́мович Корня́ну, n. 1 ianuarie 1909, Coșnița, Ținutul Tiraspol, gubernia Herson, Imperiul Rus – d. 26 noiembrie 1957, Chișinău, RSS Moldovenească, URSS) a fost un poet, dramaturg și folclorist sovietic moldovean.

## Biografie
Cornfeld s-a născut în satul Coșnița, Dubăsari, într-o familie de evrei. Avea 2 surori și 6 frați. A absolvit Institutul Tehnologic din Tiraspol, Institutul Literal din Harkov și Institutul de Filozofie, Literatură și Istorie de la Moscova. Din 1929 a început să publice poezii. Din 1936 a lucrat la Institutul Științific al RASS Moldovenești. În calitate de autor al manualelor școlare din RASSM, împreună cu Samuil Lehtțir, i-a introdus în "literatura moldovenească" pe George Coșbuc, Mihai Eminescu și Vasile Alecsandri. Acest lucru a atras critica activiștilor de partid, cei 2 fiind acuzați de "românofilie" (Lehtțir chiar a fost omorât un an mai târziu, în timpul Marii Epurări). După ocupația sovietică a Basarabiei, Corneanu s-a stabilit la Chișinău. În timpul celui de-al Doilea Război Mondial, a ajuns la rangul de căpitan, slujind într-un lagăr al NKVD. După război s-a reîntors la Chișinău. A decedat în 1957, la 48 de ani.

## Critici și controverse
Autenticitatea lucrărilor sale folclorice a fost disputată atât de comuniști, cât și de alți scriitori, cum ar fi George Meniuc. 
În 1949, Corneanu și-a părăsit soția și copiii pentru o studentă de-a sa, ceea ce a atras critica din partea Partidului Comunist. 